# 11:30 P.M.
Pour plus de détails, voir Fiche technique et Distribution.
11:30 P.M. est un film américain muet réalisé par Raoul Walsh et sorti en 1915.

## Fiche technique
- Titre original : 11:30 P.M.
- Réalisation : Raoul Walsh
- Société de production : Majestic Motion Picture Company
- Pays de production :  États-Unis
- Langue originale : anglais
- Format : noir et blanc — 35 mm — 1,37:1 — film muet
- Genre : drame
- Durée : 2 bobines - 600 m
- Date de sortie : 
  - États-Unis : 23 mai 1915

## Distribution
- Sam De Grasse : Lloyd James
- Loretta Blake : Muriel Main
- Erich von Ritzau
- George Walsh
- Al W. Filson
- Curt Rehfeld